# اشچیانه، استان کویافسکو-پومورسکی
اشچیانه (به لاتین: Trzciany) یک روستا در لهستان است که در استان کویافسکو-پومورسکی واقع شده‌است.

## خصوصیات
اشچیانه ۳۰۰ نفر جمعیت دارد.